# Roger Vereecke
Roger Vereecke (Deerlijk, 21 mei 1921 – Zwevegem, 16 juli 2018) was een Vlaamse colombofiel. Hij was een topkweker van duiven en behaalde over een periode van meer dan 60 jaar grote nationale en internationale successen.

## Afkomst
Roger was een telg van de in Sint-Lodewijk (Deerlijk) bekende en sociaal bewogen familie Vereecke. Deze familie baatte er een bedrijf uit dat handelde in cichorei, meststoffen en steenkool. 
Na zijn overlijden zou grootvader Camiel een straatnaam krijgen in Sint-Lodewijk. Toch waren het zijn zoon Jerome en vooral zijn kleinzoon Roger die beroemd zouden worden op nationaal en internationaal vlak.

## Opleiding
Roger ging naar de lagere school in Sint-Lodewijk. Vanaf 1933 volgde hij les aan het bisschoppelijk college van Moeskroen. Na drie jaar verhuisde hij naar het Sint-Amandscollege in Kortrijk, waar hij in 1940 zijn middelbare studies voltooide. Door de oorlogsomstandigheden was  het moeilijk om verder te studeren en Roger stapte in de familiezaak. Daar maakten zijn vader Jerome en moeder Elvire Nys de dienst uit. Hij zou er begeesterd raken door een hobby van zijn vader: de duivensport.

## Carrière in de duivensport

### Vader Jerome als vitessespeler
Al in 1914 was Jerome Vereecke begonnen met het houden van duiven. Door een seizoenarbeider die werkte in het familiebedrijf leerde hij de duivensport kennen. De oorlog was een donkere en inactieve tijd, maar nadien begon hij in de sprint (of vitesse, afstand tot 300 km). In 1927 behaalde Jerome zijn eerste successen met drie overgekochte duiven van de gebroeders Delombaerde uit Waregem. Daarvoor had hij de destijds niet onaardige som van 4000 frank betaald. Tussen 1928 en 1930 was hij een geduchte vitessespeler.

### Intrede Roger na overschakeling naar de halve fond
In het begin van de jaren 1930 volgde een dip; de duivensport kreeg minder aandacht. Onder impuls van hokverzorger Emiel Deweer (in deze functie werkzaam bij de familie Vereecke tussen 1936 en 1940) werd in 1937 overgegaan naar de halve fond (afstand van 300 tot 500 km) en het jaar daarop werd voor het eerst weduwschap gespeeld. Intussen stond Roger zijn vader bij en rond 1940 behoorden zij tot de beste halve fondspelers van West-Vlaanderen.
Tijdens de Tweede Wereldoorlog moesten de duiven opgehokt blijven. Jerome liet een speciale volière bouwen om de duiven toch in openlucht te laten vertoeven. Zodoende overleefde de kolonie de oorlog. In 1945 moest Roger in dienst en verbleef daardoor een tijdje in Engeland. Zijn vader verzorgde intussen de duiven, een taak die hij zou vervullen tot de komst van een nieuwe hokverzorger dertig jaar later.

### Roger alleen als speler
Vanaf 1949 ging Roger als speler alleen verder, waarbij hij duiven van Emile Dupont uit Herseaux introduceerde. Met deze duiven behaalde hij fenomenale resultaten en de reputatie van het hok Vereecke verspreidde zich over heel België. Toppers in deze periode waren de “Atomique” (won 30 prijzen in 5 jaar tijd en was daarin 6 keer 1e), de “Schuwen” (won 39 prijzen in 5 jaar tijd, waarvan 12 keer 1e) , de “Blok” en het “Oud Duivinneken”. Deze laatste was een super kweekduivin die vele asduiven (echte kampioenen) voortbracht zoals het “Bleek” en het “Zwart”. Het was de grootmoeder van topvliegers zoals de “Barcelona” en de “Montauban”. Op het einde van 1952 werden de Vereecke’s beschouwd als de sterkste halve fondspelers van België.
Einde jaren 1950 ging Roger over naar de fond (afstand van 500 tot 700 km). Zijn toenmalige kolonie was hier echter niet voor geschikt en hij verkocht in 1960-1961 het hele hok – 261 halve fondtoppers – voor meer dan 1 miljoen frank, in die tijd een heel groot bedrag.

### Internationale successen op de fond en de grote fond
Tussen 1962 en 1965 werd zorgvuldig een verzameling fondduiven geselecteerd en aangekocht. Al deze duiven hadden een stevig nationaal palmares. Namen als de “Figaro Cattrysse”, de “90 Cattrysse” en de absolute toppers de “Rosten Tanghe” (in 1962 winnaar van Beker des Konings, 1e Angoulême, 4e Nationaal Limoges, 12e Nationaal Périgueux) en een van de beste fondvliegers ooit, de “IJzeren Descamps-Van Hasten”, waren ronkende namen in het wereldje. Ze bezorgden Roger in de tweede helft van de jaren 1960 enorme successen. Tussen 1966 en 1970 werd hij Algemeen Kampioen in de Westvlaamse Vereniging en de Entente Belge, Koning van de Zware Fond (of grote fond, afstand van 700 tot 1300 km) op Brive, Cahors, Montauban, Barcelona en Bordeaux. Topduiven waren toen “Het Witpenneke”, “De Ruffec” en vele anderen.
1970 werd een absoluut topjaar. In één jaar schreef Roger de drie grootste kampioenschappen van België op zijn naam: 1e Marathon, 1e Algemeen Kampioen in de Westvlaamse Vereniging en Interprovinciale Entente en 1e Algemeen Kampioen Entente Belge. Daarnaast rijfde hij nog 18 andere kampioenstitels binnen. Daarmee schreef hij geschiedenis; na 1970 was de naam Roger Vereecke wereldwijd bekend. Sleutel tot het succes was een nauwgezette kruising van rassen en een goede verzorging van de duiven.
In 1974 ging vader Jerome op pensioen en het jaar daarna werd Richard Schatteman hokverzorger. In de volgende jaren bleef de kolonie van Roger topprestaties leveren. Nadat Roger in 1978 en 1979 tot beste fondspeler van België was uitgeroepen, kreeg hij in november 1979 thuis bezoek van de Japanse televisiezender Nippon Television. Deze maatschappij richtte vervolgens de Nippon Television Corporation International Goodwill Race in, een liefdadigheidsvlucht (met klassering volgens de snelheden), waaraan spelers uit Europa en Japan konden meedoen. Niet minder dan 778 duiven uit 575 hokken namen deel aan dit gebeuren. Roger schreef voor het Europese luik van de wedstrijd vijf duiven in. Vier daarvan behaalden sublieme resultaten: de “Champion”, de “Jap”, de “Pursang” en de “Goed Geschelpt” werden respectievelijk eerste tot vierde. De vijfde plaats was voor André Vanbruaene uit Lauwe.
In de jaren 1980 waren de “Felix” (1e Nationaal Tulle 1980), zijn zoon de “Jonge Felix” (1e Nationaal Pau 1985) en zijn kleinzoon de “Kleine Felix” (1e Nationaal Tulle 1990) heel succesvol. Andere bekende namen uit deze periode waren de “Jonge Bandiet”, het “Klein Zwart” en de “Lange Pau”.
Na het vertrek van Schatteman in 1994 was het nog niet gedaan. Een van de beste Barcelonavliegers ooit kwam uit het hok van Roger: de “Kleine Barcelona”. De duif was 1e lokaal, 34e Nationaal en 79e Internationaal Barcelona in 1996; 2e lokaal, 27e Nationaal, 51e Internationaal Barcelona in 1997 en  1e lokaal, 7e Nationaal, 16e Internationaal Barcelona in 1998.
Na 2000 waren Filip en Mathias Putman de deeltijdse hokverzorgers. De successen bleven komen: 2e Nationaal Beziers 2002, 5e Nationaal Brive 2004, 5e Nationaal Pau 2005, 10e Nationaal Irun 2007, 10e Nationaal Bourges 2008 en als kers op de taart 1e Nationaal Pau in 2009.

### Finale
Pas in 2014 hield Roger er op 93-jarige leeftijd mee op. Hij verkocht zijn volledige collectie duiven en de hokken gingen tegen de vlakte. De familie Vereecke had een eeuw lang haar stempel gedrukt op de (inter)nationale duivensport. Uit gastenboeken die Roger had bijgehouden in de laatste 35 jaar van zijn carrière blijkt dat meer dan 3000 bezoekers uit 48 verschillende landen zijn kolonie hadden bezocht!

## Overlijden
Roger Vereecke stierf in 2018. Hij werd begraven op het kerkhof van Sint-Lodewijk (Deerlijk), Blok C, rij 5, perceel 72.